# هنري فيليبس
هنري فيليبس (14 أكتوبر 1844 - 3 يوليو 1919 في المملكة المتحدة)  (بالإنجليزية: Henry Phillips)‏ هو لاعب كريكت بريطاني.